# Pastă de dinți

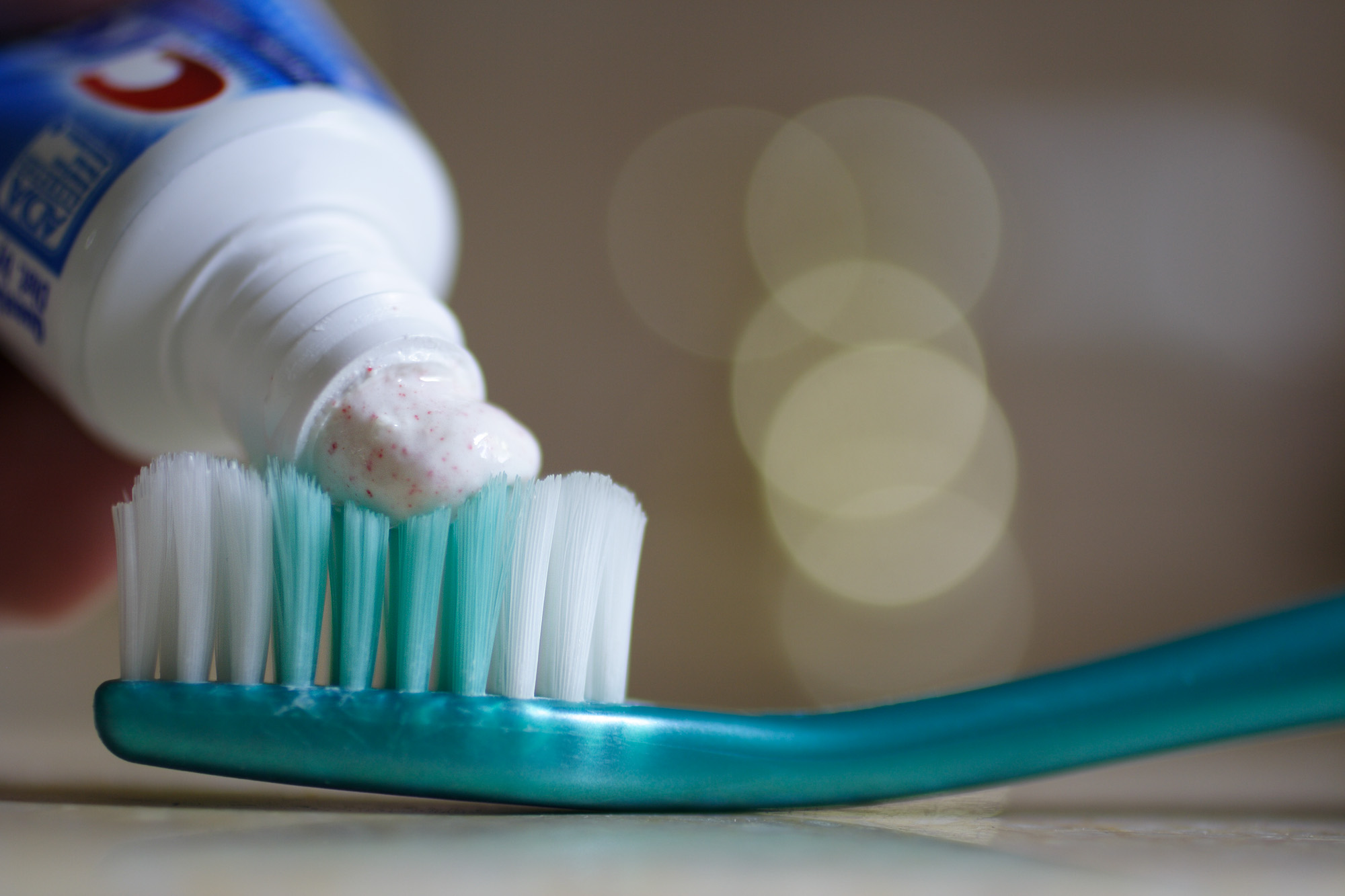
Pastă de dinţi aplicată pe o periuţă de dinţi

Pasta de dinți este o pastă (sau un gel) folosită pentru a curăța și îmbunătăți sănătatea și aspectul estetic al dinților. Se aplică cu periuța de dinți. Folosirea pastei de dinți este un semn al unei bune igiene bucale, ajutând la îndepărtarea plăcii dentare și a resturilor de mâncare dintre dinți și prevenind afecțiuni ale dinților și gingiilor.

## Istorie
Prima referință la pasta de dinți vine din Egipt unde un manuscris din secolul patru AD recomanda o amestecătură de sare, piper, frunze de mentă, și flori de iris. În Roma antică se considera că urina umană este un agent de curățare a dinților foarte bun.
Totuși, pasta de dinți și pudra pentru dinți nu au fost folosite prea mult până în secolul al XIX-lea în Marea Britanie. Pe la începutul anilor 1800 periuța de dinți se folosea numai cu apă, dar la scurt timp pudrele pentru dinți au devenit populare. Multe erau făcute în casă, cu cretă, cărămidă pulverizată și sare. O enciclopedie din anul 1866 recomanda o pudră pentru dinți fabricată din cărbune pulverizat, dar în același timp avertiza că pudrele pentru dinți ce se comercializau făceau mai mult rău decât bine.
Până în anul 1900, o pastă de dinți făcută din apă oxigenată și praf de copt (bicarborat de sodiu) a devenit combinația recomandată. Pastele de dinți pre-amestecate au fost prima oară fabricate în secolul al XIX-lea dar nu au întrecut în popularitate pudra pentru dinți înaintea primului război mondial. În anul 1896 în New York, compania Colgate a făcut prima pastă de dinți în tuburi deformabile similare cu cele folosite pentru acuarele.
Fluoruri au fost adăugate în pasta de dinți în anul 1914 și a fost criticat de Asociația Dentală Americană (ADA) în 1937. În anii '50, noile paste cu fluor au primit însă aprobarea de la ADA. Limitele acceptabile și cantitățile sugerate de fluor în pasta de dinți diferă în fiecare țară.
Înaintea celui de-al doilea război mondial pasta de dinți se vindea în containere din plumb. Chiar dacă acestea erau cerate, plumbul se amesteca cu pasta de dinți, cauzând boli și decese. După al doilea război mondial, pasta de dinți se comercializa în containere de plastic. Lucrul rău a fost că, deoarece toți membrii familiei foloseau pasta de dinți împreună cu aceeași periuță și se puteau transmite boli.
Pasta de dinți se comercializează de obicei în tuburi flexibile, deși containere mai rigide sunt disponibile (acestea având avantajul că, putând sta vertical, folosesc mai puțin spațiu).

## Ingrediente și arome
Fluorura de sodiu (NaF) este cel mai popular ingredient în pasta de dinți pentru a proteja împotriva cariilor; unele companii producătoare de pastă de dinți folosesc monofluoro-fosfat de sodiu (Na2PO3F). Aproape toată pasta de dinți vândută în Statele Unite conține 1000-1100 părți dintr-un milion ioni de fluor proveniți dintr-unul din aceste ingrediente active. Această particularitate a condus la concluzia că pasta de dinți ieftină este la fel de bună ca cea scumpă.
Ingrediente ca bicarbonatul de sodiu, enzime, vitamine, plante medicinale, calciu, apă de gură și/sau apă oxigenată fac adesea parte din amestec și sunt comercializate ca fiind benefice. Unii producători adaugă și agenți antibacteriali cum ar fi triclosanul sau clorura de zinc.
Pasta de dinți este într-o varietate de arome, de cele mai multe ori fiind variații de mentă. Alte arome mai exotice sunt cele de caise, ananas și chiar de gumă de mestecat (comercializate mai ales pentru copii), dar și miere de albine, caramel, scorțișoară, molură, ghimbir, vanilie, lămâie, portocală, pin. Au mai fost încercate unele arome, dar fără mare succes comercial, cum ar fi cele de unt de arahide, ceai și chiar whisky. Unele paste nu au arome.

## Pasta multicoloră
Singurul scop al pastei multicolore e provizia unei aparențe alternative; nu dă nici un benficiu funcțional consumatorului.
Această pastă se poate face prin includerea a două paste diferit colorate într-un fel neobișnuit de ambalaj. Tubul pliant are două rezervoare, fiecare umplut cu o pastă de culoare diferită. Stoarcerea tubului face ca cele două paste să iasă din deschizătura tubului. Duza tubului aranjează pastele astfel încât să producă un stil dungat.
Pentru a păstra costurile ambalajului la minim, acum e comun ca tuburile să fie umplute cu pastă dungată (ex. Aquafresh). Când se stoarce tubul, dungile curg paralel și nu se amestecă; pasta dungată care iese e simplu o versiune mai îngustă a ceea ce a fost în tub. Umplerea unei astfel de paste se face prin folosirea unui dipozitiv cu două sau mai multe duze care distribuie o dungă de culoare diferită în fiecare direcție. Pentru ca dungile să stea paralele axei tubului, dipozitivul începe la fund și se retrage pe măsură ce umple, susținându-se abia deasupra nivelului pastei. În general tuburi cu două compartimente se rezervă pastelor de dinți conținând două formule menite să reacționeze împreună, și care asadar trebuie izolate până când să iasă din tub (ex. Colgate Simply White).